# Amenhotep fill d'Hapu

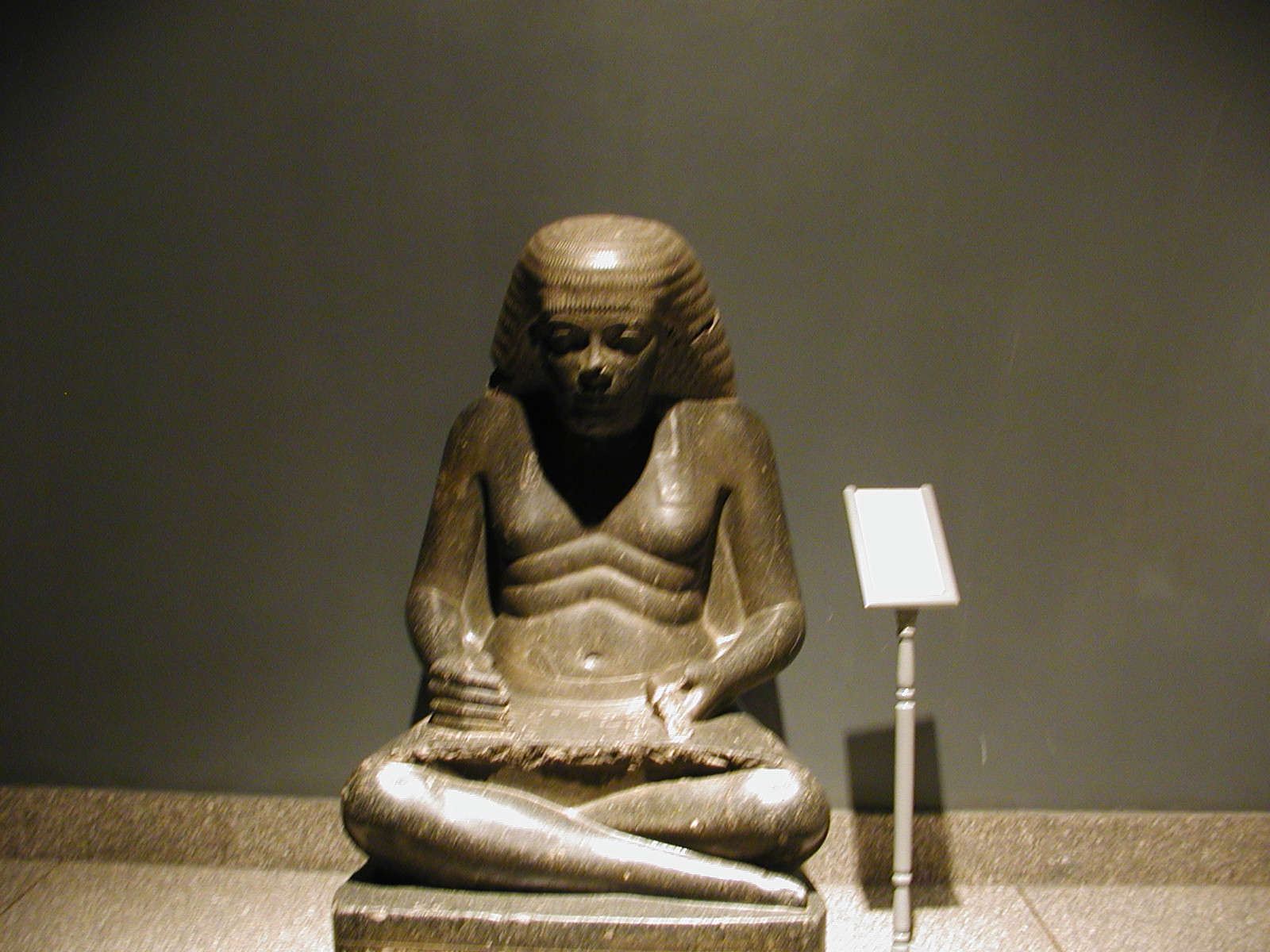
Amenhotep, fill d'Habu

Amenhotep, fill d'Hapu fou un djati i arquitecte egipci al servei del faraó de la dinastia XVIII Amenofis III. Se'l coneixia també amb el nom de Hui. La major part de la informació sobre Amenhotep es coneix per les inscripcions en estàtues i monuments.
Va néixer a Athribis, una ciutat del delta situada a uns 40 quilòmetres al nord del Caire. El seu pare, Habu o Hapu, era escriba reial i sacerdot d'Horus, i la mare, Ity, senyora de la casa. Es desconeix la data exacta del seu naixement, però devia ser a finals del regnat de Tuthmosis III (o, potser, a principis del regnat d'Amenofis II). Es va passar bona part de la seva vida a la seva ciutat natal treballant d'escriba reial i summe sacerdot d'Horus-Khentikhiti, el patró de la ciutat.
Amenofis III el va fer cridar i va entrar al servei del faraó; el faraó li va anar assignant diversos títols, alguns de militars, d'altres de religiosos, i d'altres de civils; entre aquests darrers, el principal era el de Cap de tots els treballs del rei (arquitecte reial).
Va construir un temple a Tebes, del qual només queden els colossos de Memnon, el temple de Kom el-Hettan, temple del milió d'anys d'Amenofis III. Altres edificacions foren temples a Luxor, Karnak i Soleb i el palau de Malkata a Tebes.
La seva tomba (a la necròpolis d'Assassif), la va poder fer propera al faraó amb un gran temple funerari, situat a Qurnet Murai i autoritzat pel mateix Amenofis III, un honor inèdit, generalment reservat al faraó.

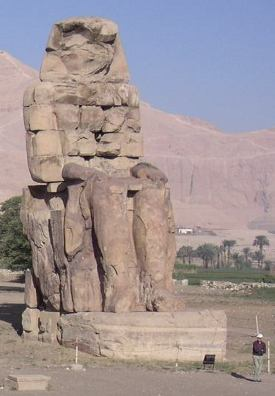
Colossos de Memnon, obra d'Amenhotep, fill d'Habu

Amenhotep va morir quant tenia uns 80 anys vers el 1360 o 1350 aC, després de l'any 34 del regnat d'Amenofis III o, potser, l'any 31 del regnat d'Amenofis III, segons els relleus de la tomba TT55 de Ramose, a Sheikh Abd al-Gurnah. Algunes teories posteriors, d'època grecoromana, suggereixen que fou assassinat o obligat a suïcidar-se pels seguidors d'Aton durant el regnat d'Akhenaton (era un fervent seguidor d'Amon).
Durant el període ramèssida, se'l tractava com un sant local, i en el període ptolemaic, uns mil anys després, arribà a ser adorat com un déu. A Tebes, va tenir algunes capelles dedicades.